# Собко, Сергей Григорьевич
Серге́й Григо́рьевич Собко́ (укр. Сергій Григорович Собко; род. 3 января 1978, Кировоград) — украинский футболист, игравший на позициях защитника и полузащитника. По завершении карьеры стал тренером

## Биография
Воспитанник кировоградского футбола, первый тренер — Ю. Л. Соколов. С 1991 по 1993 учился в Киевском училище олимпийского резерва. С 1994 года играл на любительском уровне за знаменский «Локомотив», бывший фарм-клубом кировоградской «Звезды». С 1996 года — в составе «Звезды». Дебютировал в чемпионате Украины 15 сентября 1996 года, на 73-й минуте выездного матча против днепропетровского «Днепра» заменив Леонида Фёдорова. Тем не менее в основном составе команды не закрепился, больше времени проводя во второй команде клуба, во второй лиге. В 2001 году выступал за симферопольское «Динамо», после чего завершил профессиональную карьеру. По окончании выступлений продолжил играть на любительском уровне. Также играл в футзальных клубах, выступавших в чемпионатах Кропивницкого и Кировоградской области.
В 1999 году окончил факультет физвоспитания Кировоградского педуниверситета. В 2002 году руководил футбольным кружком в кировоградском детско-юношеском центре «Юность». С сентября 2002 года — тренер-преподаватель кафедры теории и методики олимпийского и профессионального спорта КГПУ им. Винниченко и тренер университетской команды «Буревестник». В 2006 году защитил кандидатскую диссертацию, в 2010 году получил звание доцента. С 2008 года — заведующий кафедрой физвоспитания и оздоровительной физкультуры КГПУ. В 2012 году назначен руководителем научно-методической группы
академии «Звезды»